# Кливланд (Северна Каролина)
Кливланд (енгл. Cleveland) град је у америчкој савезној држави Северна Каролина.

## Демографија
По попису из 2010. године број становника је 871, што је 63 (7,8%) становника више него 2000. године.
| Група             | 2000.       | 2010.       |
| Белци             | 538 (66,6%) | 562 (64,5%) |
| Афроамериканци    | 243 (30,1%) | 210 (24,1%) |
| Азијати           | 0 (0,0%)    | 18 (2,1%)   |
| Хиспаноамериканци | 8 (1,0%)    | 57 (6,5%)   |
| Укупно            | 808         | 871         |